# Мнишек, Ежи Ян
Ежи Ян Вандалин Мнишек (ум. 1693) — государственный деятель Речи Посполитой, дворянин королевский, каштелян саноцкий (с 1678 года), воевода волынский (1684—1692), староста саноцкий, стрельбицкий и дембовецкий.

## Биография
Представитель польского магнатского рода Мнишеков герба «Мнишек». Единственный сын каштеляна садецкого Франтишека Бернарда Мнишека (ум. 1661) и Барбары Стадницкой.
В 1651 году поступил в Падуанский университет. В 1665-1666 годах организовывал защиту Саноцкой земли от венгерских и разбойничьих набегов.
Избирался послом на сеймы в 1664, 1666, 1668, 1669, 1670 и 1676 годах. В 1669 году Ежи Ян Вандалин Мнишек подписал элекцию на польский королевский престол Михаила Корибута Вишневецкого.
В 1672 и 1675 годах избирался полковником шляхетского ополчения («посполитого рушения») Саноцкой земли. В 1678 году получил должность каштеляна саноцкого и был избран депутатом Коронного Трибунала. В 1683 году во время австрийской кампании Ежи Ян Мнишек командовал панцирной хоругвой. В 1684 году получил должность воеводы волынского.

## Семья
В 1661 году Ежи Ян Мнишек женился на Анне Ходкевич (ум. после 1690), дочери каштеляна виленского Яна Казимира Ходкевича (ок. 1616—1660) и Софии Пац (1618—1665). Дети:
- Катарина Людвика Мнишек, жена князя Яна Самуила Чарторыйского (ум. после 1696)
- Констанция Мнишек, жена с 1697 года воеводы калишского Стефана Лещинского (ум. 1722)
- Юзеф Мнишек (1670—1747), маршалок надворный литовский, маршалок великий коронный, каштелян краковский
- Леопольд Анджей Мнишек (ум. после 1695)
- Якуб Игнацы Мнишек (ум. 1700), староста красныставский